# Constantin V de Sis
Constantin V de Sis ou Kostandin V Ssec‘i (en  arménien Կոնստանդին Ե Սսեցի ; mort en 1374 ?) est selon la chronologie traditionnelle Catholicos de l'Église apostolique arménienne de 1372 à 1374.

## Biographie
Faute de sources arméniennes contemporaines, les informations sur les deux derniers Catholicos de Sis avant la fin du royaume arménien de Cilicie sont très lacunaires.
Selon la chronologie traditionnelle retenue par l’Église apostolique arménienne et les historiens, Constantin V de Sis, successeur de Mesrob d'Artaz, aurait été Catholicos pendant seulement deux ans, de 1372 à 1374.
Toutefois, en 1995, le Père Krikor Maksoudian relève qu’une chronique note le décès de Constantin V seulement le 15 août 1380, ce qui remettrait en cause cette chronologie et l’identité du Catholicos anonyme des sources latines, acteur des ultimes années du royaume arménien de Cilicie.  
Le seul événement connu du patriarcat de Constantin V est les démarches entreprises par un parti arménien, sans doute pro-latin, hostile à la politique d’abandon du roi Constantin VI d'Arménie, assassiné pour cette raison en avril 1373, pour  favoriser le remariage de la « Vieille reine » Marie de Korikos, la veuve du roi Constantin V d'Arménie.
Ce projet était sans doute plus ancien car, dans une correspondance du 1er février 1372, le pape Grégoire XI évoque avec Philippe II de Tarente, un parent de la reine, la candidature du condottiere Othon de Brunswick, le futur 4e époux de Jeanne Ire de Naples, pour cette union.
L'affaire semble être demeurée sans suite car le trône est ensuite proposé au fils de Jean d'Arménie-Lusignan, Léon de Lusignan.

## Source
- (en) Rev. Father Krikor Vardapet Maksoudian, Chosen of God — The Election of the Catholicos of all Armenians: From the Fourth Century to the Present, 1995, chapitre 9 : « The Election of Catholicoi during  the Cilician Kingdom », sur Robert Bedrosian (consulté le 27 janvier 2010).
- Recueil des Historiens des Croisades  Documents latins et Français relatifs à l’Arménie, Imprimerie Nationale Paris 1906, « Chronique d’Arménie par Jean Dardel » p. 1-109.